# Joan Fuster Bonnin
Joan Fuster Bonnin (n. 1870, Palma, Insulele Baleare⁠(d), Spania – d. 1943, Palma, Insulele Baleare⁠(d), Spania) a fost un pictor spaniol.

## Biografie
Joan Fuster Bonnin s-a născut în Palma de Mallorca în 1870. S-a format la Școala de Arte Frumoase și, mai târziu, la atelierul-școală a lui Ricardo Anckermann. A fost unul dintre cei mai activi, prolifici și proeminenți pictori din prima jumătate a secolului al XX-lea. A avut ambiția de a evolua stilul său de pictură și, deși era neobișnuit la acea vreme, s-a dedicat exclusiv meseriei de pictor. A fost influențat de reînnoirea artistică care s-a desfășurat pe insula Mallorca și a devenit interesat de stilul inovator al lui Antoni Gelabert Massot. În opera lui Bonnin se poate observa influența directă a Școlii Anckermann și a artiștilor Eliseu Meifrèn⁠(d), Anglada Camarasa⁠(d), William Degouve de Nuncques⁠(d) și Santiago Rusiñol. Bonnin și-a dezvoltat estetica în conformitate cu aceste influențe, devenind un pionier al reînnoirii picturii în stilul Mallorca în prima treime a secolului al XX-lea.
Opera lui Joan Fuster a fost legată în principal de Rusiñol, Degouve și Juan Mir. Între 1908 și 1909, s-a împrietenit cu pictorul francez Henri Brugnot. A primit bani de la Eliseu Meifrèn⁠(d), ceea ce i-a permis să rămână în Mallorca între 1907 și 1910. În 1914, a urmărit activitatea lui Anglada Camarasa⁠(d) și a făcut schimb de experiență în anii 1930 cu Guillem Bergnes.

Și-a construit un stil personal care se preocupa în principal de peisaje deschise, spațiu și lumină. A fost pasionat de natură și de lumina și culorile din Mallorca. Bonnin și-a exprimat pasiunea într-un articol publicat în ediția din 15 august 1928 al ziarului El Día:
Este de interes pentru toți oamenii din Mallorca, fără deosebire, să ne apărăm peisajul, care este esența noastră. Nu putem rata nicio ocazie care se prezintă pentru a-l preamări, afirma și proclama cât mai mult posibil. Trebuie să profităm de toate oportunitățile pe care le întâlnim, tocmai din cauza faimei peisajului din Mallorca, zile de prosperitate și bunăstare ar trebui să emane pentru toți oamenii din Mallorca.
Stilul său de impresionism realist are asemănări cu un alt pictor din Mallorca, Miquel Forteza, ceea ce este evident mai ales în calitatea tușelor sale.
Bonnin și-a expus în mod activ lucrările în Spania, America de Sud și în toată Europa. Au fost documentate treizeci de expoziții personale. Acestea au avut loc la Palma de Mallorca, Mahon, Barcelona, Bilbao și Buenos Aires. Lucrările sale a apărut și în expoziții la Madrid, Barcelona, Londra, Marsilia și München.

## Expoziții importante
- Expoziția Națională de Arte Plastice de la Madrid (1899, 1901, 1904, 1906, 1908, 1926)
- Expoziție de artă din Barcelona (1898, 1907, 1921)
- Expoziția națională de pictură, sculptură și arhitectură de la Madrid (1910, 1912, 1917)
- Expoziție de arte plastice de la Marsilia (1903)
- Expoziția internațională de la München (1913)
- Expoziția Witcomb de la Buenos Aires (Argentina) (1929)

## Premii
- Medalia de argint la Expoziția Balear de Soller (1887)
- Medalia de aur la Expoziția Internațională de la Marsilia (1903)
- Mențiuni de onoare la Expoziția Națională de Arte Plastice de la Madrid (1904 și 1906)

## Tributuri
- Circulo Bellas Artes de Palma (1945)
- Galeria Quint (1947)
- Expoziție Centenar (1970)
- Sala capitulară din La Cartuja (1970)
- Sa Llonja (1995)

## Lucrări
- „The Passeig del Born” - Ulei pe pânză (132 X 207)
- "Retrat de l'Wife" - Ulei pe pânză (67 X 54)
- „Vista de la Badia de Palma a la ieșirea des sol” - Ulei pe pânză (58 X 71)
- "Nocturn amb figures" - Ulei pe pânză (102 X 129)
- "L'amo Moragues Son" - Ulei pe pânză (136,5 x 75,5)
- „Son Tarongers Rock” - Ulei pe pânză (64 X 73,5)
- „Nocturnul Molinar” - Ulei pe pânză (60 X 41,5)
- "Sa Foradada" - Ulei pe pânza (46 X 55)